# PVK Olymp Praha
O Policejní Volejbalový klub Olymp Praha, mais conhecido no passado como Rudá Hvězda Praga por questão de patrocínio, é um clube de voleibol  fundado em 1957, com sede em Praga, República Checa que teve destaque no voleibol masculino e atualmente segue com importante trabalho no naipe feminino. Atualmente o clube disputa a Extraliga, a primeira divisão do campeonato checo.

## Histórico

### Origens
Após o fim da Segunda Guerra Mundial, ocorreu a substituição dos soldados que  estiveram a serviço do país, por novos membros do centro de treinamento  do Serviço de Segurança Nacional (SNB) que passou a funcionar a partir de 1 de junho de 1945, o ingresso deu-se por um teste de aptidão física. Em abril tinha sido criados departamentos de esportes na Sede Regional do SNB e foi decidido organizar competições esportivas anuais de verão e inverno para seus membros. A parte de verão do 1º campeonato nacional do SNB ocorreu em setembro de 1946 em Praga, Strahov e as seleções da Boêmia, Morávia e Eslováquia competiram em oito esportes, incluindo esportes coletivos como futebol e vôlei, tais competições perduraram anualmente até 1953 e contavam com a presença da Segurança Pública (VB), Segurança do Estado (StB), Guarda Fronteiriça (PS) e serviços prisionais - oficialmente Corpo de Estabelecimentos Penitenciários (SNZ).
Em 1947, foram criados os primeiros clubes de educação física do SNB, que participavam de competições nacionais que, após a unificação da educação física em 1948, passaram a se chamar Sokol SNB. No âmbito de outra reorganização da educação física em 1952 e da criação de DSOs departamentais, a exemplo do Dínamo Soviético ou da Guarda Polaca, foi criado o Red Star DSO (RH) e em 1953 foram criadas as Red Star Central Houses (ÚDRH), foi em Praga, Brno e Bratislava, onde se concentraram os melhores atletas nacionais das fileiras dos membros e funcionários civis das forças de segurança. Após a criação da ČSTV em 1957, foram estabelecidas as unidades de educação física Estrela Vermelha (Rudá hvězda, RH), na Eslováquia a Červená hviezda (ČH) e as seleções de jogadores de vôlei - os recrutamentos para as seções RH/ČH ocorrem juntamente com as seleções do exército.
Em julho de 1974, por despacho do Ministro do Interior, foi instituída a Administração de Educação Física e Esportes Superiores do Ministério Federal do Interior (FMV), com a missão de assegurar o treinamento físico oficial, a educação física de interesse voluntário e o ensino superior desporto nas unidades do SNB, nas tropas do Ministério do Interior e nas unidades de educação física do RH/ČH. Ela cooperou com o ČSTV ÚV, Svazarm e outras instituições. Participou assegurando as atribuições da representação estadual por meio dos Centros de Esportes de Alto Nível do Ministério da Cultura. Foi instalado em Praga, Pilsen, Brno, Bratislava e Štrbské Pleso, e neles estiveram estacionados representantes e outros atletas talentosos entre os membros das forças de segurança (segundo o setor esportivo). SVS jogou vôlei no RH Praga e ČH Bratislava. Em 1983, o SVS em Pilsen e Štrbské Pleso foi abolido. A título de curiosidade, mencionemos que em 1982, 141 unidades de educação física da polícia (94 RH na Tchecoslováquia e 47 ČH na SSR) estavam ativas no território da Tchecoslováquia com 323 divisões esportivas e mais de 38 mil membros em 36 ramos esportivos.
Após a criação da SVS dos Ministérios da Defesa e do Interior, a seleção dos atletas (jogadores de vôlei) foi organizada em dois grupos de atuação. Na primeira, os representantes da SVS escolheram entre os representantes juniores e seniores e na ordem correspondente à ordem final dos selecionadores da SVS no ano anterior da RM. A segunda seleção destinava-se a equipas da área dos desportos de rendimento (VTJ Dukla, TJ RH/ČH), com início no nacional I. e II. ligas.
As Spartakiades das organizações esportivas das forças de segurança dos países socialistas, abreviadas como Spartakiades of the Security Forces (SBS), tornaram-se um evento internacional de prestígio. Inicialmente, eles eram realizados todos os anos, depois em intervalos mais longos. Na década de 1960, as forças de segurança da República da Tchecoslováquia eram representadas pelos jogadores de vôlei do RH Praga, na década de 1970 e posteriormente pelas seleções masculina e feminina do RH Praga e ČH Bratislava, e geralmente sob a liderança de treinadores de times com representação do jogador prioritário. No entanto, não foram encontrados registros completos da participação e colocação de nossos representantes nessas competições.
Os homens ganharam vários SBSs, mas as testemunhas dos jogadores já estão divididas sobre quando e onde foi. Verifica-se a vitória da seleção feminina em 1982 e o 3º lugar em 1987. Pode-se afirmar também que, graças à SBS, também se estabeleceram seleções femininas de qualidade no RH Praha e ČH Bratislava. Em ambos os casos, eles foram criados pelo caminho de menor resistência e com efeito de performance imediato. Em 1968, o RH Praga adquiriu quase toda a equipe da liga feminina de Slavoje Praha (com representantes Pletichová, Pražanova, Senecká, Široka, Štruncová e o técnico estadual Metoděj Mácha) e ČH Bratislava resolveu isso de maneira semelhante em 1973, transferindo a equipe da liga feminina TJ Vinohrady BSP com quatro anos de experiência na liga extra e 4º lugar na temporada 1972-73.
O elenco que compunha a seleção de jogadores de voleibol do RH/ČH ČSSR ,  segundo lugar no SBS em 1979, ficando atrás do Dínamo URSS, estava o treinador  tcheco P. Schenk, seu o pai Josef Novotný, Kroč, Cifra, A. Lébl, Novotný, Resch, Repák e  J. Súkup (capitão), ainda estavam Králik, Řeřábek, Pipa, Sýkora, Vondrka e Sirvoň, totalizando sete jogadores de Bratislava e cinco de Praga. Em 1980, obtiveram o terceiro lugar na SBS, e estavam na conquista: Chládková, Langšádlová, Ptáčková, Mayová, primeiro técnico A. Bönisch, Petrdlíková, Jeníková, Pechanová e segundo técnico P. May, e estavam também no grupo: Pavlíková, Urbašková, Baráková , Eliášová, Nisserová, Renata Sveřepová e Drahorádová, sendo dez jogadores de Praga e dois de Bratislava.
Em conexão com as mudanças sociais após novembro de 1989, os nomes Red Star ou os clubes esportivos Red Star e Police (SKP/ŠKP) foram registrados. Em setembro de 1990, foram fundados o Sindicato das Organizações de Educação Física da Polícia da República Tcheca e o Sindicato dos Clubes Esportivos Policiais - UNITOP, que no mesmo ano tornou-se um dos membros fundadores do Sindicato Mundial dos Esportes Policiais - USIP. Em 1994, foi criada a European Police Sports Union - USPE (com adesão do clube), e em 2009 começou a organizar o voleibol "Police European Championship".
No 1º ano na França, a seleção das jogadoras de vôlei da República Tcheca terminou na terceira colocação, e no segundo ano em "solo" venceu. O torneio aconteceu no salão Odolen Vody de 15 a 20 de outubro de 2013, sob os auspícios do Ministério do Interior e do Chefe de Polícia da República Tcheca. E Andrea Sládková e Iveta Halbichová foram declaradas as jogadoras mais versáteis do torneio, ambas da seleção vencedora da República Tcheca; e a posição final do campeonato: República Tcheca, Rússia, Alemanha, Finlândia, Holanda, Áustria, França, Eslováquia.As campeãs do primeiro ano do PME de 2013 , estavam o massagista J. Svoboda, o assistente técnico P. Tůmová, a capitã da equipe J. Zlatník, Valášková, Hodanová, Vinklerová, Suchoňová, Karvánková, Kubánková e treinador S. Mitáč, compotando também estavam: Sládková, Zoulová, Volfová, Bartková, Bláhová e Halbichová.

### O departamento masculino
Entre os anos 1956-1992, iniciou 38 temporadas ininterruptas na mais alta competição e conquistou um total de 23 medalhas - nove de ouro com o título de Campeão da República, nove de prata e cinco de bronze. Em 1976 e 1978, venceram a Copa República Tcheca , chegou a três finais do PMEZ e três finais do PVP com vitória no PVP 1978.
Desde 1948, a equipe Sokol SNB, composta exclusivamente por membros do SNB, compete em Přebor Prahy. A equipe era formada pelos jogadores Adámek, Bartheldy, Magrla, Műller, Liska e Špaček. Após a criação da ÚDRH em Praga em 1953, os melhores jogadores entre o pessoal de segurança e soldados do serviço básico da Guarda de Fronteira foram transferidos para a seção de vôlei do RH Praga. Eles eram Hlavsa, Krůta e Lorenc de Praga, Zítek de Zdice, Fejfar, Hondlík e Loužek de České Budějovice, Šedivý de Ústí n.L., Fučík de Brno e Sobotka de Ostrava.
Em 1953, o time  mencionando anteriormente conquistou o Campeonato de Praga e partiu (ainda sem sucesso) na qualificação para a promoção à competição regional (chamada de liga regional). O conserto em 1954 já deu certo e o RH Praha terminou na oitava colocação do campeonato regional entre 12 participantes. O primeiro presidente da seção de vôlei foi Jan Merta, e os outros oficiais foram František Liska e Karel Slabý.Participante da competição regional tcheca em 1954 - equipe RH Praha, o plantel tinha nomes como Turquia, Magrla, Liska, Loužek, Fučík, Hondlík, Lorenc, Fejfar e Hlavsa.
Em 1955, o ÚDRH Praga contratou o representante Karel Brož do campeão ÚDA Praga como treinador de jogadores de vôlei, e com sua ajuda a equipe avançou para a competição mais alta - a já antiga I. League nacional. K. Brož trouxe reforços para a competição de ponta com mais três representantes: (Jiří Jonáš, Jiří Kedles e Jaromír Paldus) e na estreia no campeonato de 1956 a equipa terminou num promissor 3º lugar. Em 1956, Zdeněk Rozsíval de Vítkovice alistou-se no RH, e em 1957, Josef Stolařík do mestre Slavia University de Praga, ambos membros da seleção nacional da Checoslováquia, serviu como serviço militar substituto no RH. Em 1956 terminou em terceiro atrás de Slavia VŠ e ÚDA Praga durante sua estreia na liga. Pela esquerda estão J. Horáček, Šedivý, Jonáš, Paldus e Rozsíval, na parte inferior esquerda o treinador Karel Brož, Kedles e Hlavsa.
Além dos representantes mencionados, no final da década de 1950, vários outros jogadores das fileiras dos soldados do serviço básico se revezaram na camisa do RH. Alguns deles permaneceram após o serviço militar (Petr Kop), outros retornaram às suas unidades de origem (Budínský, Grulich, Hacmac, J. Horáček, Neumann, Rehberger, Rozsíval, Valíček, Velek e outros). A equipe treinou durante o verão no complexo RH em Stromovka, jogou partidas da liga nas quadras do Spartak Potrubí em Vinohrady's Smetance e treinou nos ginásios da escola no inverno. AS Brigadas construindo suas próprias quadras na rua Na Květnica, no bairro da falcoaria Nuselská, passaram a fazer parte do treinamento físico. Ao mesmo tempo, foi iniciada a reconstrução do antigo estábulo da polícia na rua Vršovická Přípotoční em um pavilhão esportivo, ainda servindo ao clube de vôlei Olymp Praha. Os tribunais foram comissionados no primeiro e o salão na segunda metade da década de 1960.
Na virada das décadas de 1950 e 1960, o desempenho da equipe diminuiu. Após o final da temporada de 1957, o técnico Karel Brož deixou a competição (devido a problemas de saúde nos joelhos), os representantes Jonáš e Kedles saíram no final de 1958, e levou vários anos para que seus torcedores ganhassem a experiência necessária no campeonato. Último dos internacionais, Paldus encerrou a carreira de jogador no RH em 1963, e aos 37 anos ainda ajudou os "jovens" a entrarem em mais um período de sucesso com o terceiro lugar no campeonato. As vitórias continuaram com o segundo lugar em 1965 atrás do Spartak ZJŠ de Brno e culminaram em 1966 com a conquista do primeiro título do campeonato após apenas uma derrota em 18 partidas disputadas, e liderado por Karel Slabý, Groessl, Bernad, Vykoukal, Štěpánek, o técnico Karel Brož, Čuda, Nepustil, P. Kop V. Brdek, Mozr, Perušič, Drobný e Vápenka.A escalação completa do RH Praga na temporada 1971-72, culminou com o bicampeonato: Káral, Groessl, Němec, jogando com o técnico P. Kop, Vápenka, Penc, o técnico principal do SVS, K. Brož, o capitão A. Housar e o médico Dr. J. Kubíček,Lebeda, M. Lehký, Čížek, Vrbovec, M. Pavlík, Chrpa e Fiala.
Vários jogadores da nova geração do "Ruďaska" já vestiram a camisa da seleção nacional. Foram eles: Petr Kop (de 1962), Milan Čuda e Boris Perušič (1964), Zdeněk Groessl (1965), Antonín Mozr (1966), Milan Vápenka (1969). Em 1964, o trio de Čuda, Kop, Perušič trouxe medalhas olímpicas de prata de Tóquio, e o sucesso da equipe em 1966 foi sublinhado pelos títulos de Campeões Mundiais do campeonato de Praga para os quatro jogadores RH - Groessl, Kop, Mozra e Perušič. Outro segundo título nasceu em 1972, já sob a liderança do treinador Petr Kop, que assumiu o cargo de treinador de Karel Brož em 1971. Em 1973, MV estabeleceu o Centro de Esportes Superiores (SVS) no RH Praga, Karel Brož tornou-se o treinador principal do centro e ocupou esta posição até 1980.
Ao longo da década de 1970, dezenas de jogadores de vôlei de qualidade surgiram no elenco do RH Praga, entre os quais cresceram outros representantes. Eles foram: Josef Fiala, František Chrpa, Ludvík Němec, Miroslav Pavlík, Jaroslav Penc, Pavel Řeřábek, Tomáš Sýkora, Josef Vondrka, Luboš Voplatek. Dos outros jogadores válidos, vamos citar Hofman, Mejdro, Lebeda, Vrbovce e alguns representantes da universidade (Miloš Lehký, Antonín Lébl) cumpriram um ano de serviço militar substituto no RH. Em 1974, Petr Kop foi substituído no cargo de técnico por Milan Vápenka, outro dos ex-jogadores de apoio, que comandou o time até 1978. O maior sucesso de sua gestão foi o segundo lugar na temporada 1975-76, com o técnico M. Vápenka, Vondrka, Pitner, Voplatek, Němec, Fiala e Penc, inferior esquerdo Jiránek, Hofman, M. Pavlík , Majer, Řeřábek e Chrpa.E a vitória no PVP em 1978. Na temporada de 1978/79, a equipe era liderada por Zdeněk Groessl, que foi substituído em 1979 pela agora lenda do técnico Zdeněk Pommer, que trabalhou para a equipe até a divisão masculina do PVK Olymp Praga ser abolida em 1993.
Jiří Ebert foi treinador adjunto de Pommer de 1979 a 1984 e Milan Žák em 1984 a 1993. Sob a liderança deste trio, os jogadores de vôlei do RH Praha conquistaram desde 1990 como Olympa Praga sete títulos de campeonato, dois segundos e um terceiro lugar. Na década de 80, outros representantes surgiram: Barborka, Milan Černoušek, Krejčí, Jiří Melichar, Josef Novotný, Jiří Rybníček e com eles Brom, M. Galis, Hora, L. Maršoun e outros. Nos anos 90, os representantes foram Luděk Černoušek, Martin Démar, Milan Fortuník, Petr Galis, Goga, Martin Kop, M. Kvapil, Michal, e por um curto período (durante o serviço militar) outros das fileiras apareceram com a camisa do RH e ajudou a ganhar títulos estudantes universitários: Daniel Dvořák, Kaláb, Petr Kovář, Mikyska, Palinek, Stejskal.
No time de 1982-83, estava o segundo técnico Jiří Ebert,  jogadores como Voplatek, Novotný, D. Dvořák, M. Galis, Barborka, Vondrka e primeiro técnico Zdeněk Pommer, e completando, Melichar, Maršoun, Řeřábek, Sýkora, Brom e M. Černoušek.Na temporada 1985-86, conquistaram o título: a dupla de técnicos Ebert e Pommer, Novotný, Hora, Kaláb, Krejčí, Barborka, P. Galis, médico MUDr. Kubíček e chefe do SVS Vladimír Pirunčík, o massagista Langer, Kukrecht, M. Černoušek, P. Novák, Brom, Jiří Rybníček, Fortuník, Emmer e Nosek. A equipe campeã da temporada 1988-89 era formada por: segundo técnico Milan Žák, primeiro técnico Pommer, Mikyska, Barborka, Hora, Satoranský, P. Galis, Démar, J. Ebert (capitão),  Goga, Fortuník, Brom, Jiří Rybníček, M. Kvapil e M. Kop., Vostárek , com presidente V. Pirunčík, o massagista Erlebach.
Em 1990, o nome do clube foi alterado para Policejní Volejbalový Klub (PVK) Olymp Praha, e após o término do ano competitivo de 1992-93 (vice-campeão), teve o fechamento do departamento masculino pelos dirigentes do clube, alegando razões econômicas, mas também no que diz respeito ao cancelamento dos recrutamentos do exército e não mais à possibilidade de agregar talentosos jogadores de vôlei das fileiras dos soldados do serviço básico ao corpo de jogadores. Os melhores jogadores do Olymp foram imediatamente desmantelados por outros times extra-liga, e o técnico Z. Pommer e os demais jogadores (Blížil, Brom, L. Černoušek, Jeslínek) aceitaram um emprego no Ústí n. Labem.
O último título foi conquistado por jogadores de vôlei com o nome de Olymp Praha na temporada 1991-92. Com o Dr Kubíček, presidente do clube V. Pirunčík, primeiro técnico Z. Pommer, Michal, Démar, Navrátil, Kvapil, P. Galis, Kovařík, Blížil, Koloušek, J. Svoboda, Goga, J. Malčík, L. Černoušek e Jeslínek, segundo técnico M. Žák e o capitão J. Ebert.
No naipe masculino ocorreu muitas conquistas com as categorias de base do clube na década de 1960, os treinadores Z. Beneš, pai e filho Ejem, Pokorný, Prokop, Přecechtěl, Vértelář e Vondráček , formaram os garotos conquistando o título de campeão cadete na temporada 1987-88 (treinado por Miroslav Ejem Jr.), e foram revelações do clube na categoria: Jeslínek, Hacaperka, Martin Kop, Kvapil, Šnobr e outros. Entre os juniores, estiveram Josef Mejsnar (com o título de campeão da República Checoslovaca em 1969), Jiří Jonáš na função de treinador principal do SVS-M, bem como Běhal, Prokop, Doležal, Jarkovský, Věrtelář, Stanislav Mitáč (com o título de campeão da República da Tchecoslováquia em 1989 e 1990), Brom, Kaplan, Žák e Václav Šmídl (campeões de 1995 e 1996) e alguns dos pupilos do treinador Šmídl: M. Bíza, M. Lébl, Jakub e Marek Novotní, Rubáček e Zadražil.

## O departamento feminino
O time feminino disputa a elite nacional desde 1969, ou seja,  com números por exemplo, de 46 temporadas em que conquistou 42 medalhas: dezesseis de ouro com o título de Campeão da República, dezessete de prata e nove de bronze. Chegou às dez finais do PMEZ, vencendo em 1976 e 1980. Começou em cinco torneios finais PVP com uma vitória em 1979, segundo em 1974 e 1983, terceiro em 1984 e quarto em 1990.
No início da década de 1960, o time foi formado para o SBS internacional,  e já existia o masculino, sendo o único a possuir os dois naipes na época. O fato deu-se em 1962 com a chegada da equipa feminina Slovan Orbis com a 1ª classe do Campeonato de Praga, que foi trazida pela esposa de Karel Brož, a Jarmila (nascida Hroudová, prata do Campeonato da Europa de 1949) e na qual outras veteranas da liga, incluindo representante Zdena Radvanová b. Zlatílkové-Jílkové. Uma das exceções foi a titular Karla Šašková, logo o esteio de Tatran Střešovice, representante e olímpico; o time foi dirigido por Richard Bönisch, que, após concluir seus estudos na FTVS UK, cumpriu o serviço militar substituto no RH e com a equipe feminina avançou para o II. ligas.O time feminino da segunda liga do RH Praha em 1964, cujo técnico foi R. Bönisch, Radvanová, Radvanová, Šašková, Dolečková, Šolcová, Pourová, Jarošová, Kuklová, Majerová, Brožová, Kafuňková, Valtová, Jelínková e Kopecká.
O ano decisivo foi 1968, quando nove jogadores da liga do Slavoj Praha com o técnico Metoděj Mácha e o técnico Jaroslav Rejcha anunciaram uma transferência coletiva para o RH Praha, e o motivo  foi por causa da estrutura, a principal competição do passou do saibro para os salões, que Slavoj não possuía, sendo acolhidas pelo clube, e  a transferência foi aprovada pelas autoridades sindicais, mas após a demissão do pai TJ, a principal competição permaneceu Slavoji Praha, e a seleção feminina teve que lutar pelo campeonato nacional na liga extra do RH em 1969. Não foi um problema para as representantes Anna Pletichová, Naďa Pražanová, Jitka Senecká, Eva Široka, Věra Štruncová e outras jogadoras experientes do Slavoj, elas apareceram na competição mais alta já na temporada seguinte 1969-70 e com uma estreia em terceiro lugar atrás Střešovice e Slávia UK de Bratislava. Na luta pela promoção, a equipe foi complementada pelas melhores jovens do RH (campeãs da República da Tchecoslováquia em 1968), e seu técnico Jiří Novotný tornou-se adjunto de M. Mácha.
As jogadoras campeãs de 1969 da Copa Checa-Morávia das Terras Altas em Jihlava, estavam o treinador M. Mácha, Pavlíková, Pomrová, Široká, Pletichová, Huňáčková-Domalípová, Šimsová e o treinador adjunto J. Novotný, Nová, Hádková, Novotná, Senecká, Pražanová, e Štruncová.Em 1970, M. Mách deixou as atividades de treinador e os ex-representantes Pletichová-Vrbovcová, Pražanová-Jeřábová, Široká-Matějková saíram e, após a segunda temporada do campeonato em 1971, Senecká e Štruncová os seguiram,  Jiří Novotný passou para o cargo de primeiro treinador, que conseguiu complementar adequadamente a restante equipa jovem com outros jogadores talentosos e mantê-los permanentemente entre a elite.
Em 1974-75, os primeiros títulos do campeonato foram conquistados por jogadoras desconhecidas do público. E a primeira largada em PVP em 1974 com o segundo lugar atrás do CSKA Moscou foi um grande sucesso.O time de 1973-74: o técnico J. Novotný, a capitã J. Rejcha.Petrová, Dittrichová, Holešovská, Kučerová, Hádková-Tušková, Malá-Kačmáčková, Klímová e Kanalíková, médico Dr. Koseková, Pařízková, chefe do SVS RH J. Kehár.
O técnico Novotný trabalhou com a equipe sem assistente até 1978 com participação na conquista de três títulos e uma vitória no PMEZ de 1976 após vitórias sobre Spartak Levski Sofia 3-2, holandês Van Houten 3-1 e CZ Belgrado 3-0, liderando Jitka Hádková-Tušková, Zuzana Mala-Kačmáčková, Blanka Dittrichová, Věra Klímová, Eliška Pařízková-Langšádlová, Naďa Pechanová e Jitka Bartošová-Drahorádová para a seleção nacional, sendo os pilares na década de 70, e ainda yinha Alena Buštová-Léblová, Dana Holešovská, Jitka Kučerová-Pavlíková e Milada Pomrová. O terceiro título nacional e ao mesmo tempo a segunda vitória no PMEZ foi conquistado pela equipe: Buštová, Pechanová, Langšádlová, Svobodová, Pavlíková, Kačmáčková, Bartošová, Klímová,Tušková e Dittrichová , além do treinador Novotný.
Em 1978, Richard Bönisch assumiu a equipe e aproveitou os sucessos anteriores, aos quais somou mais três títulos e ainda vitórias no prestigiado PMEZ em 1978 e 1980, intercaladas com uma vitória no PVP 1979. Em 1979, ele foi auxiliado por Pavel May, que após terminar os estudos na FTVS, cumpriu suas funções militares no RH e após a guerra permaneceu como treinador de meninas juniores. Na temporada 1978-79, conquistou a Taça CEV em Liechtenstein, com as jogadoras Langšádlová, Tušková, Renata Sveřepová, Eliášová, Bláhová, Bartošová, Pavlíková, Hřebenová, Svobodová, Pechanová e Jeníková.
A temporada seguinte, 1979-80, também foi vitoriosa com o pentacampeonato e a segunda vitória no PMEZ, com o técnico R. Bönisch, médico Dr. Sever, Langšádlová, Pechanová, Pavlíková, Renata Sveřepová, Bláhová, Eliášová, Ptáčková, treinador principal MV K. Brož, Chládková, Hřebenová, treinador adjunto P. May e líder da equipa J. Rejcha. Em 1981, R. Bönisch entregou o cargo de primeiro treinador a Petr Kop e tornou-se seu adjunto. Depois de dois títulos de vice-campeão para o Slavia UK de Bratislava, vem um período de cinco anos de domínio na Praha Extraliga (1983 a 1989), complementado por duas participações nas finais PVP em 1983 (segundo lugar) e 1984 (terceiro lugar).
O jubileu do décimo título do melhor time da Tchecoslováquia foi conquistado pelos jogadores do RH Praga na temporada 1986-87, composta pelo técnico P. Kop, Dvořáková, Rybaříková, Emingerová, Ptáčková, Svobodová, V. Holubová, Homolková, Volemanová, Baráková, Matějíčková, S. Mandelová e Šenoldová, sendo o assistente técnico R. Bönisch.
As jogadoras de apoio da década de 1980 foram:Jitka Drahorádová e Eliška Langšádlová-Vopatřilová, e com elas a próxima geração: Miroslava Bláhová-Baráková, Jarmila Eliášová-Machová, Eva Emingerová-Dostálová, Vladěna Holubová-Galisová, Marcela Chládková- Bromová, Eva Kubáková- Dvořáková, Simona Mandelová, Ivana Matějíčková, Darina Ptáčková, Iveta Rádlová-Homolková e na virada dos anos 80 e 90, viriam Miluše Hadryková, Irena Machovčáková, Pavla Šenoldová, Hana Ondráčková-Obručová e com eles irmãs Renata e Regina Sveřepová.
Desde 1987, Pavel May é o treinador adjunto do Kopa, que na época 1989-90 assume o cargo de primeiro treinador ao lado do adjunto Stanislav Mitáč. A equipe foi bem e a partir do período de 1990-91, com a mudança de nome para PVK Olymp Praha, S. Mitáč torna-se o primeiro treinador, ocasião da conclusão de seus estudos na FTVS, credenciado como um treinador de sucesso da base do clube (campeão nacional 1988 e 1989) e na hora de assumir o time feminino aos 28 anos de idade, passa a ser com menor idade da extraliga, e ultrapassou o cargo de primeiro treinador por mais de 25 anos.O primeiro título (o décimo segundo do clube) foi conquistado pelos jogadores do técnico Mitáč na temporada 1991-92, com Bajerová, Elišáková, Volicerová, Matějíčková, Melicharová, Hadryková,  Zemancová, Kloudová, Musialková, Bébrová e Jírovcová.
Durante a década de 1990, outra geração de jogadoras apareceu e o Olymp foi liderado pelas representantes Jaroslava Bajerová, Jana Drštková-Mitáčová, Kateřina Elišáková, Jana Havlová, Kateřina Jírovcová, Ivana Matějíčková, Zdeňka Mocová, Hana Obručová, Martina Schwobová, Jana Vávrová, Ester Volice rová e com eles Bébrová, Foltýnová, Kloudová, Moudrá, Musilová, Paříková, Stríbrná. Até os anos 2000, o treinador Mitáč foi coadjuvado por Zdeněk Groessl, sendo que os sucessos desta década incluem três títulos de campeão e atuações vitoriosas na Liga dos Campeões e na Taça CEV, eliminado nas quartas de final, com o quinto e sexto lugares.
Em 2001, a Olymp também estreou nas quartas de final da Challenge Cup. Desde a temporada 2002-03, o clube não ingressou mais nas copas européias por razões econômicas e exigências na estrutura do mando de quadra. Em 1997, S. Mitáč, como segundo técnico da seleção feminina da República Tcheca, participou da conquista da medalha de bronze no Campeonato Europeu de Brno, e entre as medalhistas estão seis jogadoras do clube: Bajerová, Drštková, Mocová , Schwobová, Vávrová e Volicerová. Os voleibolistas do Olymp despediram-se do século XX com mais um título na época 1998-99 e na escalação  estavam: Králíková, Frýdlová, Vávrová, Moudrá, Benešová, Bajerová, Švarcová, Havlová, Drštková, Foltýnová, Schwobová, Kloudová e Stříbrná Paříková e o treinador Mitáč.
Com exceção dos anos de 2009 e 2011, as atletas trouxeram resultados de pódios pro clube. Em 2002, o técnico S. Mitáč também lidera a seleção tcheca no Mundial da Alemanha (décimo sétimo lugar), em 2003 no Europeu da Turquia (nono lugar) e conta com cinco jogadoras  do clube: Felbábová , Havlova, as irmãs Novotná e Šenkova. Nos anos de 2003 a 2008, a equipe estreou nas Copas internacionais Tcheco-Eslovacas e as conquistou em 2005 e 2006.
Tomáš Kulhánek (2001 a 2003), Zdeněk Groessl (2003 a 2006) e  Ondřej Vlček (2006 a 2010) revezaram-se como adjuntos do treinador Mitáč e, desde 2012, Jakub Brečka ocupa esta posição, e no elenco: Lenka Felbábová-Háječková, Aneta Havlíčková, Anna Kallistová, Lucie Mühlsteinová, irmãs Martina e Petra Novotná, Kristýna Pastulová e Jana Šenková, depois de 2010 Veronika Dostálová, Iveta Halbichová, Eva Hodanová, Jana Kalčíková-Brejchová, Andrea Kossányiová, Michaela Mlejnková, Zdeňka Mudrová, Andrea Sládková, Veronika Trnková e Tereza Vanžurová.
A décima quinta vitória do clube na Extraliga Tcheca foi conquistada na temporada 2004-05, e na conquista estavamo  treinador S. Mitáč, o preparador físico Z. Groessl, P. Novotná, Havlíčková, Pastulová, M. Novotná, Duspivová, Zralíková, Mühlsteinová, Felbábová, Nováková , Šenková, Doležalová e Sládková, J. Trochta (capitã) e o presidente do clube V. Pirunčík e mais um título na temporada 2007-08,  com  treinadores Štulc e Mitáč, Jakubšová, Pyšková, Duspivová, Havlíčková, Brejchová, Kočiová, Bonnerová, Šmídová, Chroustovská, Sládková, Nejmanová, Halbichová e Jeřábkováe o presidente do clube V. Pirunčík.
Após o término do estatuto SVS MV, trouxeram novos estudantes das universidades de Praga, e dedica maior atenção às equipes femininas juvenis. Iniciou-se na virada dos anos 1960 para 1970, criando de vários centros de acolhimento voltados para a educação de alunas. Em Vršovice, os treinadores responsáveis foram Zdeněk Majer  e depois dele foi assumido por Jana Pospíšilová, Jiří Schützner liderou a base em Jižní Město, Ota Špaček em Čakovice, Eliška Gavalcová em Lužiná, e vários outros treinadores trabalharam em todos eles. Os campeões da República Tcheca no ano de 2001 foram alunos da Olymp sob a liderança de marido e mulher Eliška e Milan Gavalcová, e em 2009 sob a liderança de Radka e Martin Mihaličková.Os maiores sucessos dos cadetes do clube foram registrados pelo técnico Václav Šmídl com títulos em 2001 e 2002 (entre outros Barborková, Havlíčková), seguido por Rostislav Vorálek Jr. com quatro títulos em 2003, 2004, 2007 e 2012.
O maior número de títulos de campeonatos foi conquistado pelos elencos femininos juniores do RH e Olymp, e os seguintes treinadores foram os responsáveis por eles: Jiří Novotny (1968, 1972, 1974), Pavel May (1988), Jitka Drahorádová (1990) e Miroslav Horáček. Ele lidera as mulheres juniores do Olympa desde 1996, ou seja, há quase 20 anos, conquistando nove títulos dos campeões da República Tcheca (o primeiro em 1999, o último em 2015). Um dos títulos de juniores de 2004, e as "saídas" desta equipe foram respeitáveis: representantes Barborková, Havlíčková, Kolocová, Mühlsteinová, Pastulová e Sládková, o Uniorka Olympia Praga foi Campeão Tcheco em 2004, com o preparador físico Z. Groessl, o técnico M. Horáček, Sládková. Mecerová, Eliášová, as irmãs T. e M. Doležalová, Křečková, Drnková e o líder da equipe J. Ebert, ajoelhados à esquerda Bernardová, Pastulová, Mühlsteinová, Zavadilová, Kolocová e as "estrelas" mentirosas Havlíčková e Barborková.

## Títulos

### Voleibol feminino
- CEV Champions League: 2
- Campeão:1975-76, 1979-80

- Copa CEV: 1
- Campeão:1978-79
- Vice-campeão:1973-74, 1982-83

- Challenge Cup: 0

- Campeonato Checo
- Campeão: 1996-97, 1998-99, 2004-05, 2007-08

- Copa Checa
- Campeão: 1995-96, 1996-97, 1997-98, 1998-99, 1999-00, 2003-04, 2004-05, 2006-07

- Supercopa Checa

- Campeonato da Checoslováquia
- Campeão:1973-74, 1974-75, 1976-77, 1978-79, 1979-80, 1980-81, 1983-84, 1984-85, 1985-86, 1986-87, 1987-88, 1991-92

- Copa da Checoslováquia
- Campeão: 1974-75, 1975-76, 1976-77, 1977-78, 1978-79, 1979-80, 1981-82, 1991-92

### Voleibol Masculino
- Campeonato da Checoslováquia
- Campeão:1965–66, 1971–72, 1981–82, 1983–84, 1984–85, 1985–86, 1988–89, 1990–91, 1991–92